# The Smackdown
The Smackdown är ett hardcoreband från Luleå i Sverige. Deras namn är taget från ett TV-program producerat av World Wrestling Entertainment och många av bandets texter och framföranden innehåller referenser till wrestling. 
The Smackdown bildades sent 2001 och skivdebuterade i november 2002 med en självbetitlad EP på nederländska Coalition Records, under den här tiden turnerade de flitigt i Skandinavien. I februari 2005, efter ett omfattande turnerande, gav The Smackdown ut sitt första album Calling the Spots på det kanadensiska skivbolaget Goodfellow Records. 
Bandet lades på is hösten 2007 på grund av att en av medlemmarna drabbades av en sjukdom. Sedan detta har Johannes Jensen en wrestlingkarriär under aliaset "JJ Styles". Robert Larsson hörs ofta i Sveriges Radio P3 som programledare för Christer i P3.
Johannes Jensen och Robert Larsson föreläser för unga musiker om hur man bokar sina egna turnéer runt om i Europa utan att behöva bokningsbolag eller skivbolag. Den så kallade Gör-det-själv-mentaliteten. 

## Medlemmar
- Robert Larsson (sång)
- Linus Ahlbäck (gitarr)
- Olov Andersson (gitarr)
- Mattias Carlsson (trummor)
- Johannes Jensen (bas)

## Diskografi
- The Smackdown (2002) (EP) (Coalition Records)
- Calling the Spots (2005) (Goodfellow Records)
- Someone Has to Kill the Headwriter (2006) (Goodfellow Records)